# Lago Murgseen
O Lago Mittlerer Murgseen ou apenas Lago Murgseen é um lago localizado no vale Murg (Murgtal), no cantão de São Galo, Suíça. É um dos três lagos que foram este conjunto o Mittlerer Murgseen, é o lago de medias dimensões. 
Este lago encontra-se a 1808 metros de altitude. Os outros lagos são: O Lago Oberer Murgsee, localizado a 1820 metros e o outro o Lago Unterer Muttsee, localizado a 1682 metros de altitude.